# Monte Weaver
Il Monte Weaver (in lingua inglese: Mount Weaver) è una montagna antartica, alta 2.780 m, situata 3 km a ovest del Monte Wilbur alla testata del Ghiacciaio Scott,  nelle Rawson Mountains, catena montuosa che fa parte dei Monti della Regina Maud, in Antartide.
Fu scoperto e salito per la prima volta nel dicembre 1934 dai membri del gruppo geologico guidato da Quin Blackburn (1900–1981), che faceva parte della seconda spedizione antartica (1933–1935) guidata dall'esploratore polare statunitense Byrd.
La denominazione fu assegnata dai membri del gruppo geologico in onore di Charles E. Weaver, professore di paleontologia alla University of Washington.